# Savisaari (ö i Finland, Södra Savolax, Nyslott, lat 61,80, long 28,98)
Savisaari är en halvö i Finland. Den ligger i sjön Pihlajavesi och i kommunen Nyslott i  landskapet Södra Savolax, i den sydöstra delen av landet, 280 km nordost om huvudstaden Helsingfors.